# Ripidius quadriceps
Ripidius quadriceps is een keversoort uit de familie waaierkevers (Rhipiphoridae). De wetenschappelijke naam van de soort is voor het eerst geldig gepubliceerd in 1872 door Abeille de Perrin.